# جيمس هيلتون ماكمانوس
جيمس هيلتون ماكمانوس (بالإنجليزية: James McManus)‏ هو لاعب كرة الريشة جنوب أفريقي، ولد في 8 أبريل 1992.

## وصلات خارجية
- جيمس هيلتون ماكمانوس على موقع BWF.tournamentsoftware.com (الإنجليزية)
- جيمس هيلتون ماكمانوس على موقع BWFbadminton.com (الإنجليزية)